# Экономика Филиппин
Филиппины — развивающаяся, аграрно-индустриальная страна. ВВП (по текущему валютному курсу, млн долл.) — 166 909, доля в мировом ВВП — 0,3 %; ВНД на душу (по ППС) — 3900$. Доля продукции обрабатывающей промышленности в экспорте — 51 %. Доля высокотехнологичной продукции в экспорте продукции обрабатывающей промышленности — 54 %. Экспорт товаров на душу населения — 544,72$.
Главные экспортные культуры: кокосовая пальма, кунжут и агава (одно из первых мест в мире по производству и экспорту копры и манильской пеньки).

## История экономики
До получения независимости экономика Филиппин базировалась в основном на сельском и лесном хозяйстве. Затем началась модернизация экономики, стали развиваться информационные технологии.
Рынок сохраняет свою экспортную зависимость. Со времени получения независимости доля сельского и лесного хозяйства, а также рыболовства уменьшалась, а доля промышленности и сектора услуг возрастала. В 1990 году доля сельскохозяйственной продукции в экспорте страны достигала 20 процентов, в 2001 — 6 %.
Весьма сильно отозвался на экономике страны кризис 1997 года.

## Промышленность
Страна относительно богата полезными ископаемыми: добываются медь, золото, хром, никель. С 1979 года началась масштабная добыча нефти, найденной на побережье острова Палаван.
Развита обрабатывающая промышленность, её доля в экспорте Филиппин достигает 75 %.
Выпускается одежда, электроника, бытовые товары и продукция пищевой промышленности.

## Сельское хозяйство
Площадь обрабатываемых земель на Филиппинах составляет около 8 млн га. Главной сельскохозяйственной культурой на Филиппинах является рис (сбор в 2002 году — 13,3 млн т). Выращивается кукуруза, занимающая треть пахотных земель. В 2002 году собрано 4,3 млн т кукурузы. Филиппины являются крупным производителем ананасов и бананов, а также сахара, производимого из сахарного тростника (25,8 млн т — 2002 г.). Важное значение имеет кофе (132,1тыс. т — 1,8 % мирового производства) и натуральный каучук (73,3тыс. т, 12 место в мире). В 2002 году улов рыбы составил 2,2 млн т.

## Энергетика
Суммарные запасы энергоносителей страны оцениваются в размере 0,386 млрд тут (в угольном эквиваленте). В соответствии с данными UNdata и EEC EAEC в 2019 году. Производство органического топлива — 39068 тыс. тут. Общая поставка — 74921 тыс. тут. На преобразование на электростанциях и отопительных установках израсходовано 17794 тыс. тут или 23,7 % от общей поставки. Установленная мощность – нетто электростанций — 26187 МВт, в том числе: тепловые электростанции, сжигающие органическое топливо (ТЭС) — 73,1  % , возобновляемые источники энергии (ВИЭ) — 26,9 %. Производство электроэнергии-брутто—107517 млн. кВт∙ч , в том числе: ТЭС — 80,4 % , ВИЭ — 19,6 %. Конечное потребление электроэнергии — 87118 млн. кВт∙ч, из которого: промышленность — 32,4 %, транспорт — 0,1 %, бытовые потребители — 35,1 %, коммерческий сектор и предприятия общего пользования — 29,2 %, сельское, лесное хозяйство и рыболовство — 3,2 %. Показатели энергетической эффективности за 2019 год: душевое потребление валового внутреннего продукта по паритету покупательной способности (в номинальных ценах) — 9363 долларов, душевое (валовое) потребление электроэнергии — 812 кВт∙ч, душевое потребление электроэнергии населением — 285 кВт∙ч. Число часов использования установленной мощности-нетто электростанций — 3711 часов

## Транспорт
Автомобильные дороги
- всего 200 037 км
- с покрытием 19 804 км
- без покрытия 180 233 км

Железные дороги
- свыше 1000 км

Аэропорты
- всего 256. Центр управления полетами находится рядом с Манилой.

Торговый флот
- Всего кораблей: 403
  - Принадлежащие иностранным владельцам: 66
  - Зарегистрированные в других странах: 41 (Австралия 1, Багамы 1, Камбоджа 1, Кайманские острова 1, Коморы 1, Кипр 1, Гонконг 16, Индонезия 1, Панама 13, Сингапур 5)

## Внешняя торговля
По данным на 2017 год Филиппинский экспорт составил 99 млрд долл. США, импорт — 105 млрд долл. США, отрицательное сальдо внешней торговля — 5,9 млрд долл. США.
Основные статьи экспорта:
- Интегральные схемы (32,2 млрд долл. США)
- Офисные машины и детали (10 млрд долл. США)
- Компьютеры (5,19 млрд долл. США)
- Полупроводниковые приборы (3,34 млрд долл. США)
- Изолированные провода (2,42 млрд долл. США)

Таким образом ок. 69 % экспорта приходится на машины, электронику и оборудование. Из сельскохозяйственных товаров наиболее значимые статьи: бананы (1,6 %) и другие фрукты, кокосовое масло (1,5 %).
Основные статьи импорта:
- Интегральные схемы (12,1 млрд долл. США)
- Нефтепродукты (5,64 млрд долл. США)
- Автомобили (4,77 млрд долл. США)
- Сырая нефть (3,15 млрд долл. США)

Основные внешнеторговые партнеры: Китай (20 % по экспорту и 21 % по импорту), Япония (12 % по экспорту и 11 % по импорту), США (13 % по экспорту и 7,9 % по импорту), а также Гонконг, Германия, Индонезия и Южная Корея.

## Доходы населения
На Филиппинах нет единой минимальной заработной платы, она отдельно устанавливается по провинциям и видам экономической деятельности. По состоянию на 2019 год минимальный размер оплаты труда варьируется от 270 песо ($5,18) в день в сельскохозяйственном секторе в регионе Илокос до 537 песо ($10,30).